# Cointegración
La cointegración es una característica estadística de las variables en las series de tiempo donde dos o más series de tiempo están cointegradas si comparten una tendencia estocástica común. Formalmente, si (X1, X2, ..., Xk) están cada uno integrados de orden d, y existen coeficientes a, b, c tales que aX + bY + cZ  está integrado en el orden 0, entonces X, Y y Z están cointegrados. La cointegración se ha convertido en una propiedad importante en el análisis contemporáneo de series temporales. Las series de tiempo a menudo tienen tendencias, ya sean deterministas o estocásticas . En un artículo influyente, Charles Nelson y Charles Plosser (1982) proporcionaron evidencia estadística de que muchas series macroeconómicas de los EE. UU. (Como el PNB, salarios, empleo, etc.) tienen tendencias estocásticas, también llamadas procesos unitarios o procesos integrados de orden (I (1)). También mostraron que los procesos de raíz unitaria tienen propiedades estadísticas no estándar, por lo que los métodos convencionales de teoría econométrica no se aplican a ellos.

## Introducción
Si dos o más variables de series de tiempo son integradas de primer orden (I (1)), y algunas variables que fueran producto de una combinación lineal de entre ellas fueran estacionarias, es decir, si existiera un vector de coeficientes que permita formar una combinación lineal estacionaria, entonces estas variables producto de tal combinación lineal tendrán un orden de integración menor, por lo que se dice que las series están cointegradas.
Como ejemplo, consideremos una variable de serie de tiempo de un índice de la bolsa con el precio de contado y el de su serie asociada con el precio de contrato de futuros a través del tiempo, cada una más o menos después de un paseo aleatorio.  La prueba de hipótesis de que existe una relación significativa entre este precio de contado y su precio de futuros, podría hacerse por medio de pruebas de la existencia de un vector de coeficientes que permita formar una combinación lineal o combinación cointegrada de las dos series. Si esta combinación tuviera un bajo orden de integración, especialmente I (0), podría significar la existencia de una relación de equilibrio entre las series originales y podría decirse que las series están cointegradas, para un cierto nivel de significación α (alfa).  Dependiendo del test de cointegración escogido, si su contraste de hipótesis proporciona un valor p inferior a α, la hipótesis nula (del test escogido) es rechazada.
Antes de la década de 1980 muchos economistas utilizaban regresiones lineales con los datos de series de tiempo no estacionarias. El premio Nobel Clive Granger y otros demostraron que era un enfoque peligroso que podría producir correlaciones espurias, ya que las técnicas de estimación de tendencia estándar pueden resultar en los datos que todavía son no estacionarias. Su artículo de 1987 con el premio Nobel Robert Engle formalizó el enfoque del vector de cointegración y acuñó el término.
La posible presencia de cointegración se debe tener en cuenta a la hora de elegir una técnica para poner a prueba hipótesis sobre la relación entre dos variables que tienen raíces unitarias (es decir, son integradas de primer orden (I (1)).
El procedimiento habitual para contrastar las hipótesis relativas a la relación entre las variables no estacionarias era correr las regresiones  de mínimos cuadrados ordinarios (OLS) sobre datos que inicialmente se habían diferenciado.  Aunque este método es correcto en muestras grandes, la cointegración proporciona herramientas más potentes [ ejemplo necesarios ] cuando los conjuntos de datos son de longitud limitada, ya que la mayoría de series de tiempo económicas lo son.  Medidas de cointegración se pueden calcular sobre conjuntos de series de tiempo utilizando rutinas rápidas.

## Pruebas
Los tres métodos principales para probar la cointegración son:
Método Engle-Granger de dos pasos 
Si  {\displaystyle x_{t}} y {\displaystyle y_{t}} son no estacionarios y cointegrados, entonces una combinación lineal de ellos debe ser estacionaria. En otras palabras:
{\displaystyle y_{t}-\beta x_{t}=u_{t}\,}
dónde {\displaystyle u_{t}} es estacionario.
Si supiéramos {\displaystyle u_{t}}, podríamos probarlo por estacionariedad con algo así como una prueba de Dickey-Fuller, Test de Phillips-Perron y listo. Pero porque no sabemos  {\displaystyle u_{t}}, debemos estimar esto primero, generalmente mediante el uso de mínimos cuadrados ordinarios , y luego ejecutar nuestra prueba de estacionariedad en el estimado {\displaystyle u_{t}} serie, a menudo denotada {\displaystyle {\hat {u}}_{t}}.
Luego se ejecuta una segunda regresión en las primeras variables diferenciadas de la primera regresión y los residuos rezagados {\displaystyle {\hat {u}}_{t-1}} está incluido como un regresor.